# Jesús María Zamora (pintor)
Jesús María i José Zamora, más conocido como el pintor colombiano y maestro Jesús María Zamora, nació el 17 de diciembre de 1871, más probable en Miraflores (bautizado allí once días después de su nacimiento), localizado en ese tiempo en el Estado Soberano de Boyacá, en los Estados Unidos de Colombia.  Sus padres fueron Epifanía Zamora y el señor Reyes Rubio (quien primer nombre se ve desconocido). Abuelos maternos: Julián Zamora y Josefina Bernal. Él se estableció como pintor y dibujante de profesión y ocupación durante el cambio del siglo XX. Ortorgado durante su vida por el gobierno nacional el título de caballero del Orden de Boyacá por su patriotismo manifestado y representado en sus obras. Falleció en Bogotá, el día 17 de junio de 1948.

## Obra
*ACADEMIA NACIONAL DE COLOMBIA, Bogotá. (NB: Verificado por la Academia Colombiana de Historia, Bogotá, Colombia, 2014).

- El Paso de los Llanos, 1819.  Ca. 1910.  Óleo.  145 x 200 cm.  El retrato está colocada en la "Sala de Sesiones" en la Academia.

*COLECCIÓN MUSEO NACIONAL DE COLOMBIA, Bogotá. (NB: Verificado por el Museo Nacional de Colombia, Bogotá, 2014).
- Vista de Bogotá.  Ca. 1900.  Número registro: 2041.  Donada en 1959 por Eduardo Santos Montejo (presidente nacional, abogado, historiador, y periodista colombiano).

- Paisaje Europeo.  Ca. 1900.  Número registro: 3156.  Traslado de la División de Museos del Instituto Colombiano de Cultura en 1981.

- Paisaje.  Ca. 1900.  Número registro: 5249.  Donado por la Fundación Beatriz Osorio en el 2003.

- Paisaje.  Atribuido.  Ca. 1900.  Número registro: 5250.  Donado por la Fundación Beatriz Osorio en el 2003.

- Paisaje de la Sabana.  Ca. 1910.  Número registro: 2160.  Ingresa como un traslado de la Escuela Nacional de Bellas Artes de Bogotá en 1948.

- Marcha del Libertador Bolívar y Santander en La Campaña de los Llanos. Ca. 1915.  Número registro: 2189.  Donado por la Fundación Beatriz Osorio en 1960.

- La Mañana.  Ca. 1921.  Número registro: 2161.  Adquirido por el Museo Nacional de Colombia en 1955; no se anota a quien.

- La Tarde.  Ca. 1921. Número registro: 2162.

## Referencias y bibliografía

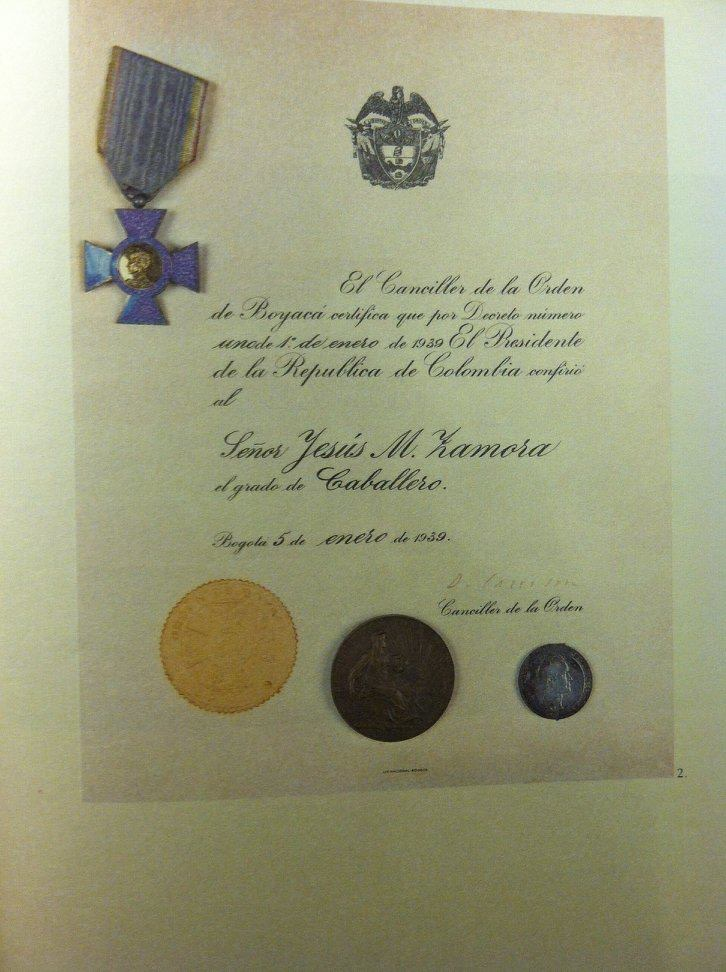
Caballero, Orden de Boyacá